# Palaeohygropoda myanmarensis
Genre
Espèce
Palaeohygropoda myanmarensis, unique représentant du genre Palaeohygropoda, est une espèce éteinte d'araignées aranéomorphes de la famille des Praeterleptonetidae.

## Distribution
Cette espèce a été découverte dans de l'ambre de Birmanie. Elle date du Crétacé.

## Étymologie
Son nom d'espèce, composé de myanmar et du suffixe latin -ensis, « qui vit dans, qui habite », lui a été donné en référence au lieu de sa découverte, le Myanmar.

## Publication originale
- (en) Penney, 2004 : A new genus and species of Pisauridae (Araneae) in Cretaceous Burmese amber. Journal of Systematic Palaeontology, vol. 2, p. 141–145.